# Wey (Staat)

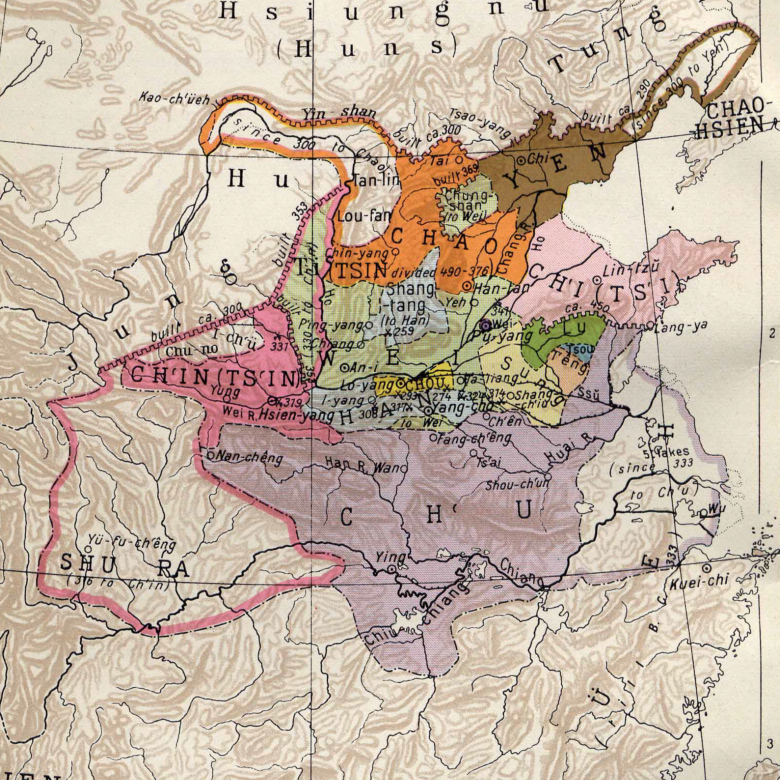
Staaten der Zeit der Streitenden Reiche

Der Staat Wey (chinesisch 衞 / 卫, Pinyin Wèi oder 衞國 / 卫国,  Wèiguó) war ein alter Staat innerhalb der Zhou-Dynastie. Der Familienname der herrschenden Familie von Wey war Ji (姬). Zu Anfang der Zhou-Dynastie belehnte König Wu (武王) seinen jüngeren Bruder Kang Shu (康叔) damit. Der Staat befand sich im Nordosten der heutigen Provinz Henan im Gebiet von Puyang (濮阳), dem Kreis Hua (滑县), dem Kreis Qi (淇县) und Qinyang (沁阳). Wey wurde 254 v. Chr. von Wei (魏) ausgelöscht und wurde sein Vasall. 209 v. Chr. wurde es von Qin erobert. 